# 范德福德冰川
66°35′S 110°26′E / 66.583°S 110.433°E
范德福德冰川（英語：Vanderford Glacier）是南極洲的冰川，寬8公里，最終在風車群島以南注入文森灣東南部，該冰川根據美國海軍拍攝的空中照片繪入地圖。